# Serpent Mound (krater)
Serpent Mound – krater uderzeniowy w stanie Ohio, w USA. Skały krateru są widoczne na powierzchni ziemi.

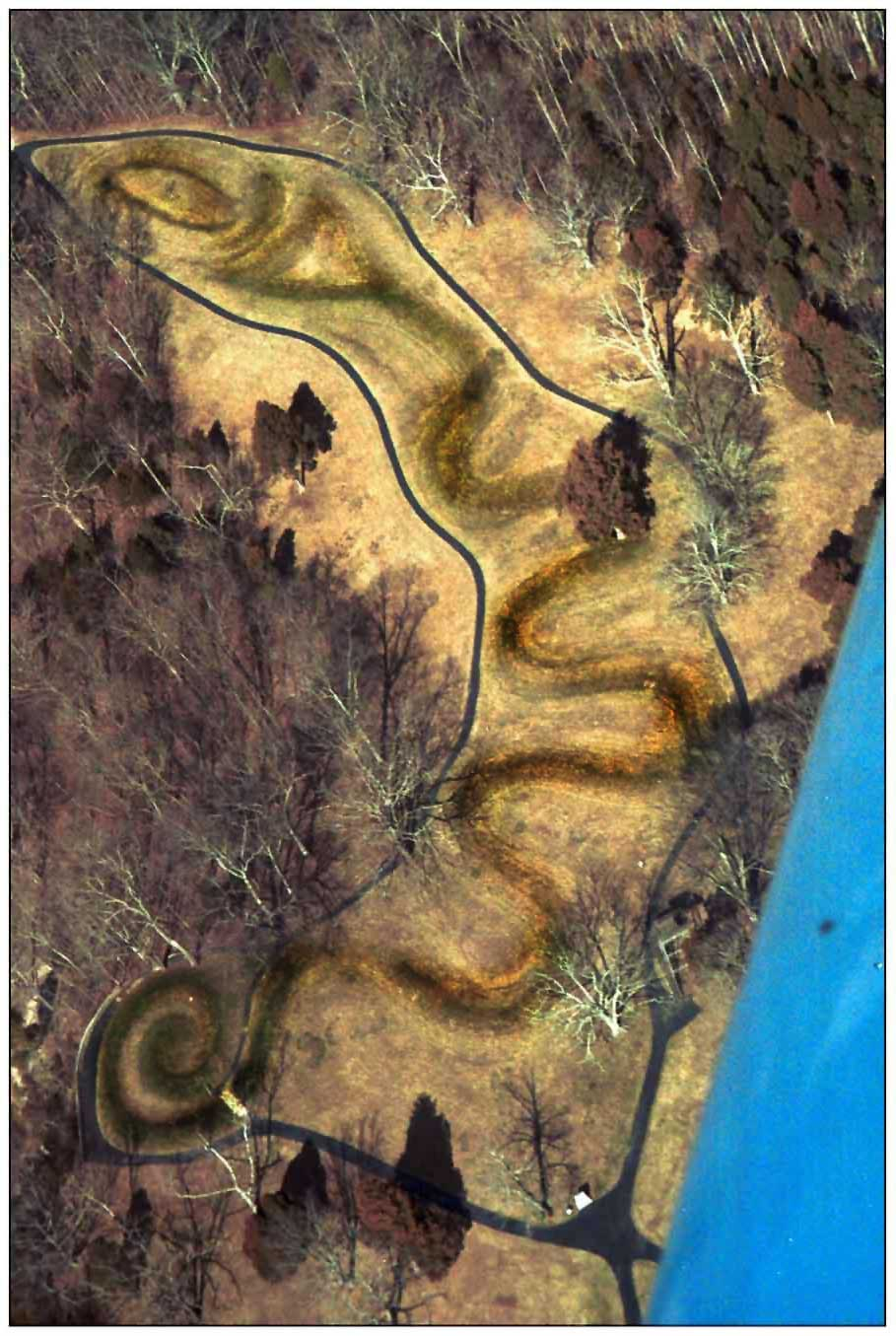
Serpent Mound

Krater ma średnicę 8 km, powstał nie dawniej niż 320 milionów lat temu w karbonie, w skałach osadowych. Zaburzone osady wnętrza krateru otacza strefa uskokowa. Na impaktowe pochodzenie wskazuje występowanie stożków zderzeniowych i coezytu. Nazwa pochodzi od krętego wału ziemnego Serpent Mound, usypanego ok. 1000 r. n.e. przez Indian na terenie krateru.